# Georges Bechmann
Pour les articles homonymes, voir Bechmann.
Georges Bechmann (né le 1er janvier 1848 à Paris - mort le 11 avril 1927 à Paris) est un ingénieur français connu pour sa contribution à l'application du tout à l’égout dans les immeubles parisiens. À la tête de la Compagnie Nord-Sud, il dirigera les travaux de construction du deuxième réseau de métropolitain de Paris.

## Biographie
Georges Bechmann entre à l'École polytechnique en 1867 et à l'École des ponts et chaussées en 1869. Il est bachelier ès lettres et ès sciences, licencié en droit. À sa sortie de l'École des Ponts et Chaussées, il est chargé d'une mission en Autriche et en Italie, puis adjoint au secrétariat du Conseil général des Ponts et Chaussées. Il commence sa carrière d'ingénieur à Fécamp. Détaché au service de la 2e section du service municipal de la Ville de Paris en 1878, il est chargé des sources, aqueducs, machines élévatoires et réservoirs en 1880. Ingénieur en chef en 1886, il occupe successivement les postes de chef du service des Eaux en 1887, chef du service des Egouts et de l'Assainissement en 1888 où il remplace Durand-Claye, puis clôture sa carrière à la ville comme directeur du service des Eaux et de l'assainissement de Paris en 1905. Il conduit des travaux d'ampleur en matière de distribution d'eau de Paris, comme des travaux de captage et de dérivation des sources du Loing et du Lunain. Après les expériences d'épandage des eaux usées menées par l'Ingénieur Durand-Claye à Gennevilliers puis sur la plaine d'Achères, Bechmann réalise de 1894 à 1900 des travaux importants permettant d'irriguer une surface de 4 500 hectares sur le parc agricole d'Achères, de Pierrelaye, de Méry, de Triel et de Carrières-sous-Poissy. Le champ d'épandage d'Achères est créé. Il contribue de façon significative à l'application du tout à l'égout dans les immeubles de Paris à partir de 1894. En 1905, alors qu'il quitte le service des eaux et de l'assainissement, 40 829 immeubles, soit un peu plus de la moitié des immeubles de Paris, sont raccordés au nouveau système du tout-à-l'égout. Le nombre de décès par fièvre typhoïde est alors en régression avec moins de neuf décès pour cent mille habitants pour une année. Ainsi, il a fortement contribué à améliorer la salubrité et l'hygiène publique.
En 1899, il contribue à l'exposition universelle avec la création de fontaines lumineuses.
Le 1er juillet 1905, Bechmann quitte le service de la ville de Paris pour entreprendre la construction et la mise en exploitation du Nord-Sud concédé à Berlier.
Georges Bechmann est professeur à l'École nationale des ponts et chaussées de 1890 à 1912 où il enseigne l'hydraulique agricole et urbaine. Il est le père de l'architecte Lucien Bechmann et le grand-père de Roland Bechmann et l'arrière grand père du physicien Denis Jerome.

## Publications
- Journal de la mission en Autriche et en Italie accomplie pendant l'été 1873 par Georges Bechmann. 1874, in-4°. Cote ENPC Ms 509.
- Assainissement et amélioration de la distribution d'eau : rapport par Georges Bechmann. Imprimerie Munier, 1893.
- Assainissement de la ville de Turin. Application du système dit du "Tout à l'égoût" / Georges Bechmann. Turin : Botta, 1890.
- Assainissement de la Seine. Paris, 1889.
- Canal du Rhône au Rhin. Avant-projet de canal à Grande section. Paris : Ecole nationale des Ponts et Chaussées, 1922.
- Cours d'hydraulique agricole et urbaine : notes de cours prises par les élèves. 1893-1894, Ecole nationale des Ponts et Chaussées.
- Les dérivations des sources du Loing et du Lunain par Georges Bechmann et Babinet, Annales des Ponts et Chaussées, 1905.
- Distribution d'eau et assainissement par Georges Bechmann.
- Du meilleur mode de livraison de l'eau à domicile / Georges Bechmann. Paris : Lahure, 1889.
- Hydraulique agricole et urbaine[9]. Librairie Polytechnique Ch. Béranger (Paris - Liège, 1905). Texte disponible en ligne sur LillOnum.
- Limitation de refoulement de l'usine de Pierrelaye sur les différentes zones de la région de Méry-Pierrelaye. Service technique des eaux et de l'assainissement, 1905.
- Note sur divers types de stations souterraines. A. Dumas.
- Les projets d'assainissement de la ville de Paris / Georges Bechmann. Imprimerie Chamerot et Renouard, 1894.
- Salubrité urbaine. Distribution d'eau et assainissement /Georges Bechmann. Paris : Baudry : Ch. Beranger, 1898-1899. (Encyclopédie des Travaux Publics).
- Thèse pour la licence en droit. Droit romain : du pouvoir et de l'autorité du tuteur et du curateur. Droit français : de l'administration du tuteur / Georges Bechmann. Paris : Pichon, 1874.

## Distinctions
- Commandeur de la Légion d'honneur à titre militaire (1917) ; officier à titre civil en 1889 ; chevalier à titre civil en 1883
- Médaille commémorative de la guerre 1870–1871
- Officier de l'ordre du Mérite agricole (1903)
- Commandeur de l'ordre du Dragon d'Annam
- Commandeur de l'ordre de la Couronne d'Italie
- Officier de l'ordre de Léopold (Belgique)
- Officier de l'ordre des Saints-Maurice-et-Lazare

- Commandeur de l'Ordre François-Joseph d'Autriche en 1891.

## Activités politiques, sociales, économiques, culturelles
- Membre de l'Académie d'Agriculture (1894)
- Président de l'Association générale des hygiénistes et techniciens municipaux (1912-1919)[10]
- Lieutenant-Colonel du Génie, services des bois et des dommages de guerre (1914-1918)
- Administrateur de la Société des Habitations à Bon Marché
- Membre du Conseil d'hygiène du département de la Seine